# Rezerwat przyrody Strzaliny koło Tuczna
Rezerwat przyrody „Strzaliny koło Tuczna” – faunistyczny rezerwat przyrody o powierzchni 17,83 ha, utworzony 3 czerwca 2008, w województwie zachodniopomorskim, w powiecie wałeckim, w gminie Tuczno, na południowy wschód od Strzalin, 4,5 km na wschód-południowy wschód od Tuczna.
Rezerwat przyrody nietoperzy, ekosystem podziemny, pozostałości grupy warownej Wału Pomorskiego wewnątrz Góry Wisielczej (151 m n.p.m.) wraz z otaczającym je lasem.
Celem ochrony jest zachowanie czwartego co do wielkości wśród znanych zimowisk nietoperzy w Polsce, zlokalizowanego w schronie grupy warownej „Góra Wisielcza”. Fortyfikacja z podziemnymi korytarzami o łącznej długości 800 m, powstała w latach 30. XX w. Po II wojnie światowej wysadzona, obecnie dostępna w niewielkiej części. Nietoperze do podziemi dostają się przez szyby wentylacyjne i przebywają tam od 2. połowy września do końca kwietnia. Inną osobliwością, ale części nadziemnej są mszaki występujące w 38 gatunkach, zwłaszcza wapieniolubne, naskalne, górskie, nietypowe dla niżowego krajobrazu.
Rezerwat przyrody obejmuje ochroną część nadziemną i podziemną. Planowane jest wprowadzenie zakazu wstępu w dniach 15 września do 15 kwietnia, w pozostałym okresie ma być dopuszczony ograniczony ruch turystyczny. Rozpoczęcie i zakończenie sezonu będzie każdorazowo poprzedzone rozpoznaniem specjalisty chiropterologa.
Obszar rezerwatu jest objęty ochroną czynną.
Na terenie tym w ramach sieci Natura 2000 utworzono specjalny obszar ochrony siedlisk „Strzaliny koło Tuczna” (kod PLH320021) o powierzchni 17,27 ha.

## Nietoperze
Polskie Towarzystwo Ochrony Przyrody „Salamandra” od 1997 corocznie przeprowadza liczenie nietoperzy. W pierwszym roku stwierdzono 700 osobników, w 2000 – 895.
Hibernują tu cztery prawnie chronione gatunki: nocek duży (Myotis myotis), nocek Natterera (Myotis nattereri), nocek rudy (Myotis daubentoni), gacek brunatny (Plecotus auritus). Czasem widywany jest nocek Bechsteina (Myotis bechsteini), dla którego jest to najdalej wysunięte na północ stanowisko w Polsce.